# Касянюк Олександр Ростиславович
Олександр Ростиславович Касянюк (нар. 17 травня 1967, м. Харцизьк, Донецька область) — член Партії регіонів; колишній народний депутат України.

## Життєпис
Народився 17 травня 1967 (м. Харцизьк, Донецька область).

### Освіта
Луцький державний педагогічний інститут ім. Л. Українки (1987–1992), учитель фізкультури; Дніпропетровський регіональний інститут державного управління Української академії державного управління при Президентові України (2000–2003), магістр державного управління.

### Кар'єра
10 серпня 2012 року у другому читанні проголосував за Закон України «Про засади державної мовної політики». Закон було прийнято із порушеннями регламенту.
Народний депутат України 6-го скликання з квітня 2010 до грудня 2012 від Партії регіонів, № 215 в списку. На час виборів: народний депутат України, член ПР. Член фракції Партії регіонів (з квітня 2010). Член Комітету з питань державного будівництва та місцевого самоврядування (з травня 2010).
Народний депутат України 5-го скликання з травня до листопада 2007 від Партії регіонів, № 210 в списку. На час виборів: заступник генерального директора ВАТ «Промтелеком», член ПР. Член фракції Партії регіонів (з травня 2007). Член Комітету з питань європейської інтеграції (з червня 2007).
- 1984–1988 — контролер, слюсар Луцького державного підшипникового заводу.
- 1988–1994 — інструктор з фізкультури, секретар комітету комсомолу, інженер з маркетингу Харцизького трубного заводу.
- 1994–1997 — голова комітету з питань фізкультури та спорту виконкому Харцизької міськради.
- 1997–2002 — заступник начальника управління з питань фізкультури та спорту Донецької облдержадміністрації.
- 2002–2005 — заступник керівника апарату Донецького обласного відділення Партії регіонів.
- 2005–2006 — заступник генерального директора, ВАТ «Промтелеком».
- 2006 — травень 2007 — перший заступник голови виконкому Донецького обласного відділення Партії регіонів.
- Грудень 2007 — вересень 2008 — керівник апарату, вересень 2008 — березень 2010 — керівник секретаріату Донецької обласної організації Партії регіонів.

Керівник фракції Партії регіонів в Донецькій облраді (2006–2007).

## Родина
Одружений; має двох синів.